# Platybunus bucephalus
Platybunus bucephalus is een hooiwagen uit de familie echte hooiwagens (Phalangiidae).